# Oddmund Ljone
Oddmund Ljone född 3 maj 1917 i Ulvik, död april 1985, var en norsk redaktör, journalist, sakprosaförfattare, barnboksförfattare och översättare. 
Ljone växte upp i Vestfold och studerade journalistik i USA. Han började sin karriär på Tønsbergs Blad, var redaktör för Møre Dagblad, redaktör för Nordmannsforbundets tidskrift, arbetade för Bergens Tidendes Oslo-redaktion och som redaktör för veckotidningen Illustrert.
I hans författarskap finns det två röda trådar: Den ena gäller dokumentärdramor från kriget, sjöfart och det norska Amerika. Han debuterade med Kaptein Toralf Andersen og hans menn (1954), och titlar som Menn fra havet (1956), Kan flyet komme (1957) och Skøyta går ut  (1973) och «Bergensfjord» - skipet som overlevde alt (1982) är karakteristiska. 
Den andra tråden är barnlitteraturen. Han fick Kultur- och kyrkodepartementets priser för barn- och ungdomslitteratur för sin enda ungdomsbok: På villstrå (1968). Både På villstrå och Menn fra havet dramatiserades som Lørdagsbarnetimens radioteater, och han skrev också flera radioteatrar som inte är utgivna i bokform: Nybyggerne (3 serier, 196?-68) och Tuftekallen (1967). Ljone var också en flitigt använd översättare, både från danska och svenska. Flera av Ole Lund Kirkegaards böcker är översatta av honom, detsamma gäller Charlie og sjokoladefabrikken, Bertil Almqvists böcker om Barna Hedenhös samt Katarina Taikons Katitzi-böcker.